# Campoplex nigricanae
Campoplex nigricanae là một loài tò vò trong họ Ichneumonidae.